# Хлебниковское сельское поселение
Хле́бниковское се́льское поселе́ние — муниципальное образование в Мари-Турекском районе Марий Эл Российской Федерации.
Административный центр — село Хлебниково.

## История
Хлебниковский сельсовет с 28 августа 1924 года входил в состав созданного в Марийской автономной области Мари-Турекского кантона (с 1932 года — одноимённого района), за исключением периода с 6 декабря 1943 по 11 марта 1959 года, когда находился в составе Хлебниковского района.
Статус и границы сельского поселения установлены Законом Республики Марий Эл от 18 июня 2004 года № 15-З «О статусе, границах и составе муниципальных районов, городских округов в Республике Марий Эл».

## Население
| 2010  | 2011  | 2012  | 2013  | 2014  | 2015  | 2016  |
| ----- | ----- | ----- | ----- | ----- | ----- | ----- |
| 2863  | ↘2842 | ↘2735 | ↘2663 | ↘2608 | ↘2536 | ↘2474 |
| 2017  | 2018  | 2019  | 2020  | 2021  | 2023  |       |
| ↘2412 | ↘2355 | ↘2279 | ↘2226 | ↘2048 | ↘1979 |       |

## Состав сельского поселения
В состав сельского поселения входят 2 села и 16 деревень:
| №  | Населённый пункт | Тип населённого пункта       | Население |
| -- | ---------------- | ---------------------------- | --------- |
| 1  | Большие Коршуны  | деревня                      | →0        |
| 2  | Большое Опарино  | деревня                      | ↘472      |
| 3  | Ивская Вершина   | деревня                      | ↘258      |
| 4  | Крупино          | деревня                      | ↘232      |
| 5  | Лебедево         | деревня                      | ↘46       |
| 6  | Лом              | деревня                      | ↘110      |
| 7  | Нижняя Мосара    | деревня                      | ↘201      |
| 8  | Пиштанка         | деревня                      | ↘10       |
| 9  | Руйка            | деревня                      | ↘9        |
| 10 | Русская Мосара   | деревня                      | ↘31       |
| 11 | Семёновка        | деревня                      | ↘69       |
| 12 | Сизнер           | деревня                      | ↘99       |
| 13 | Сукма            | деревня                      | ↘226      |
| 14 | Суходоево        | деревня                      | →0        |
| 15 | Талый Ключ       | деревня                      | ↘12       |
| 16 | Тошкем           | деревня                      | ↘126      |
| 17 | Хлебниково       | село, административный центр | ↘939      |
| 18 | Юмочка           | село                         | ↘23       |